# Quiliano
Quiliano ( Cugæn in ligure, pronuncia /kyˈʤɛŋ/) è un comune italiano di 6 833 abitanti della provincia di Savona in Liguria, il dodicesimo della provincia per numero di abitanti.

## Geografia fisica
Il comune è situato nell'immediato entroterra fra Savona e Vado Ligure, sulla riva sinistra della piana fertile del torrente omonimo, quest'ultimo composto dalla convergenza del Danè e del Trexenda.
Nella valle del Quiliano, dove in alcune zone la geografia del territorio si è conservata e mantenuta al suo stato primitivo, sono compresi il monte Burot (746 metri) e il monte Baraccone (819 metri), entrambi costituenti un naturale anfiteatro. La parallela valle del torrente Quazzola, in epoca romana percorsa dalla Via Emilia Scauri e oggi dall'autostrada A6 Torino-Savona, si conclude al Colle di Cadibona o Bocchetta di Altare a 459 metri sul livello del mare con lo spartiacque tra le Alpi liguri e l'Appennino ligure.

## Storia

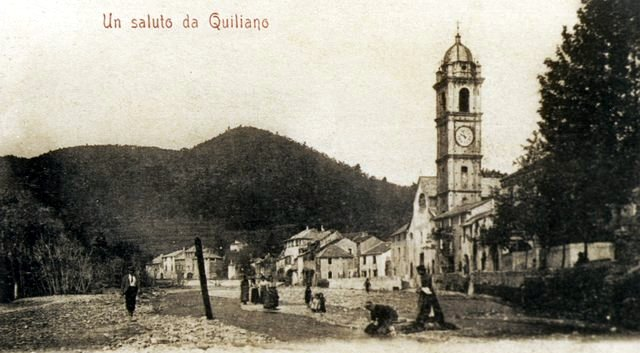
Panorama ottocentesco di Quiliano

Chiamata anticamente Aquilianum durante la dominazione dell'Impero romano — nel territorio della val Quazzola sono ancora oggi presenti resti tangibili dell'epoca romana quali ponti databili al I e II secolo lungo l'antico tracciato della via Julia Augusta — venne compresa dal X secolo nella marca aleramica e dal 1091 nei possedimenti di Bonifacio del Vasto.
Ereditato in seguito dai marchesi Del Carretto fu ceduto, nel 1192, al Comune di Savona che creò un piccolo feudo al di fuori dei propri confini territoriali ulteriormente diviso tra l'ente comunale e il vescovo della diocesi savonese; il feudo di quest'ultimo fu ceduto a Genova nel 1385. Solamente nel 1407 il feudo savonese di Quiliano riuscì ad eleggere un proprio podestà locale ed avere dal comune savonese autonomi statuti e benefici locali.
Nel 1523-1525 la Repubblica di Genova occupò il feudo quilianese causando inevitabilmente la reazione bellica di Savona; nel 1528 si giunse però ad un accordo tra le parti che comportò alla divisione del territorio di Quiliano in due blocchi: il primo amministrato dai Savonesi e il secondo dai Genovesi. I territori, retti da distinti podestà locali, seguirono pertanto le sorti storiche di Savona e di Genova.

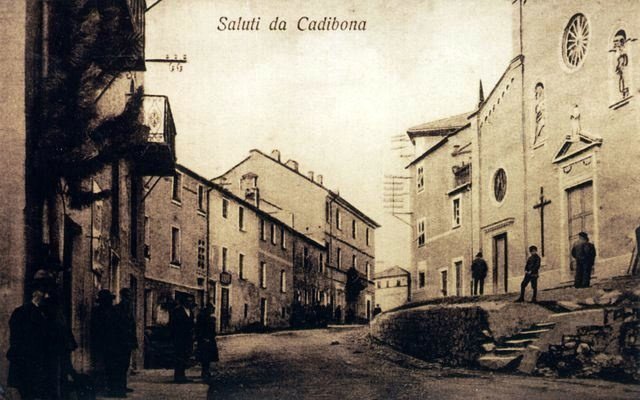
La frazione di Cadibona di Quiliano in una foto di fine Ottocento - primo Novecento

Con la caduta della Repubblica di Genova (1797), sull'onda della rivoluzione francese e a seguito della prima campagna d'Italia di Napoleone Bonaparte, il territorio di Quiliano (ora unito in un'unica entità municipale) rientrò dal 2 dicembre 1797 nel Dipartimento del Letimbro, con capoluogo Savona, all'interno della Repubblica Ligure. Dal 28 aprile 1798 con i nuovi ordinamenti francesi, rientrò nel III Cantone, come capoluogo, della Giurisdizione di Colombo e dal 1803 centro principale del I Cantone di Savona nella Giurisdizione di Colombo. Annesso al Primo Impero francese dal 13 giugno 1805 al 1814 venne inserito nel Dipartimento di Montenotte.
Nel 1815 fu inglobato nel Regno di Sardegna, così come stabilì il Congresso di Vienna del 1814, e successivamente nel Regno d'Italia dal 1861. Dal 1859 al 1927 il territorio fu compreso nel I mandamento di Savona del circondario di Savona facente parte della provincia di Genova; nel 1927 anche il territorio comunale quilianese passò sotto la neo costituita provincia di Savona.
Storicamente, fino ai primi del Novecento, il comune di Quiliano ha avuto una striscia di terreno comunicante con il mare adiacente al torrente Quiliano — nota come località Murate — al fine di poter accedere alla produzione del sale ed al commercio locale senza la necessità di pagare i Dazi Comunali vigenti all'epoca. Successivamente alla costruzione della linea ferroviaria Genova-Ventimiglia tale località è stata compresa nel comune di Vado Ligure.
A Quiliano, per via di Sandro Pertini, si rifugiò brevemente Filippo Turati durante la sua fuga dalla dittatura fascista. L'11 maggio del 1945 presso Cadibona di Quiliano troveranno la morte 38 prigionieri di guerra della Repubblica Sociale Italiana: il fatto è conosciuto come l'eccidio di Cadibona. Subisce gli ultimi aggiustamenti ai confini amministrativi nel 1952 con il distacco di una parte del territorio e la sua aggregazione nel comune di Altare.
Dal 1973 al 31 dicembre 2008 ha fatto parte della Comunità montana del Giovo.

### Simboli
Stemma
Gonfalone

## Monumenti e luoghi d'interesse

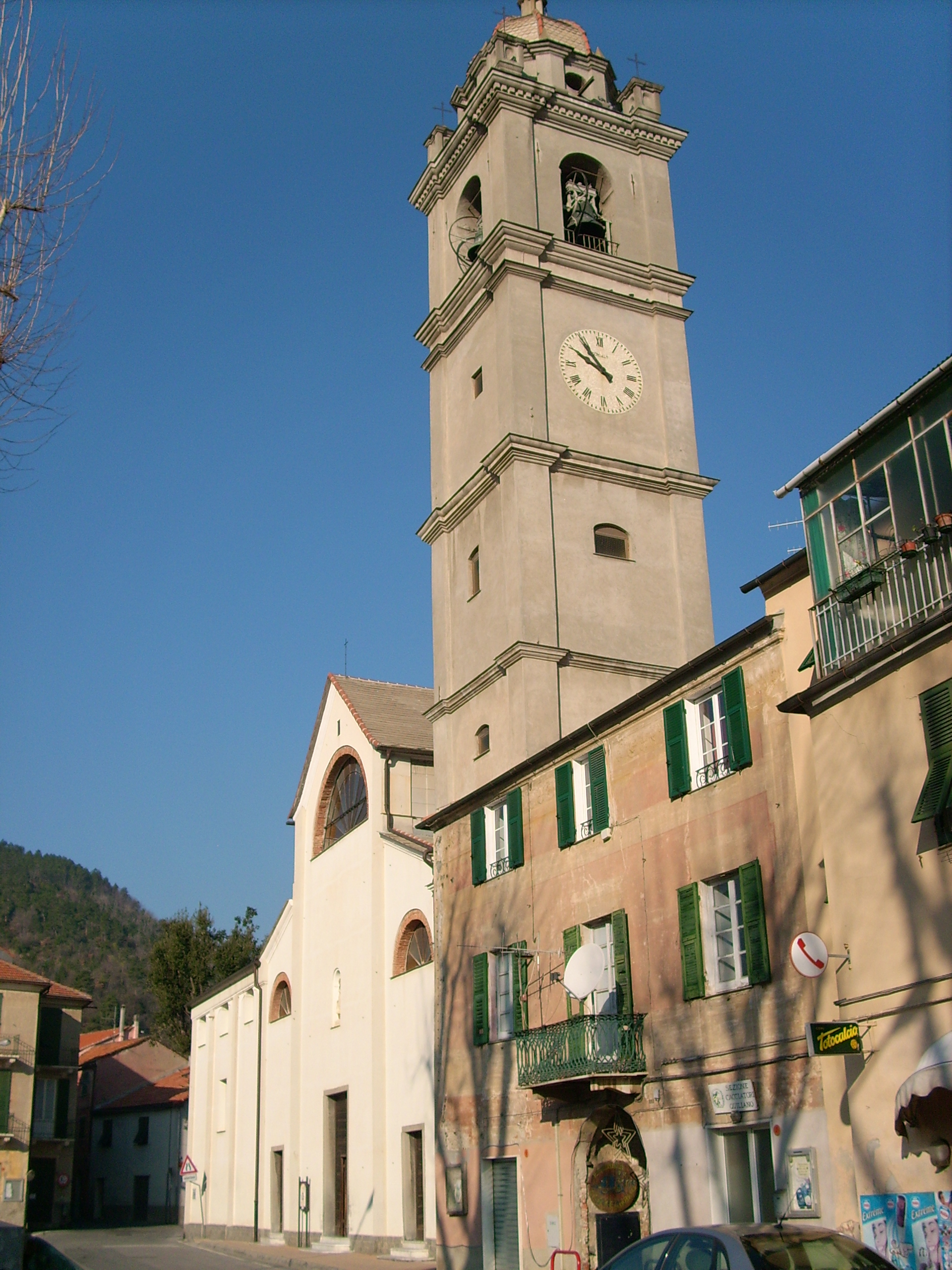
La chiesa parrocchiale di San Lorenzo martire di Quiliano

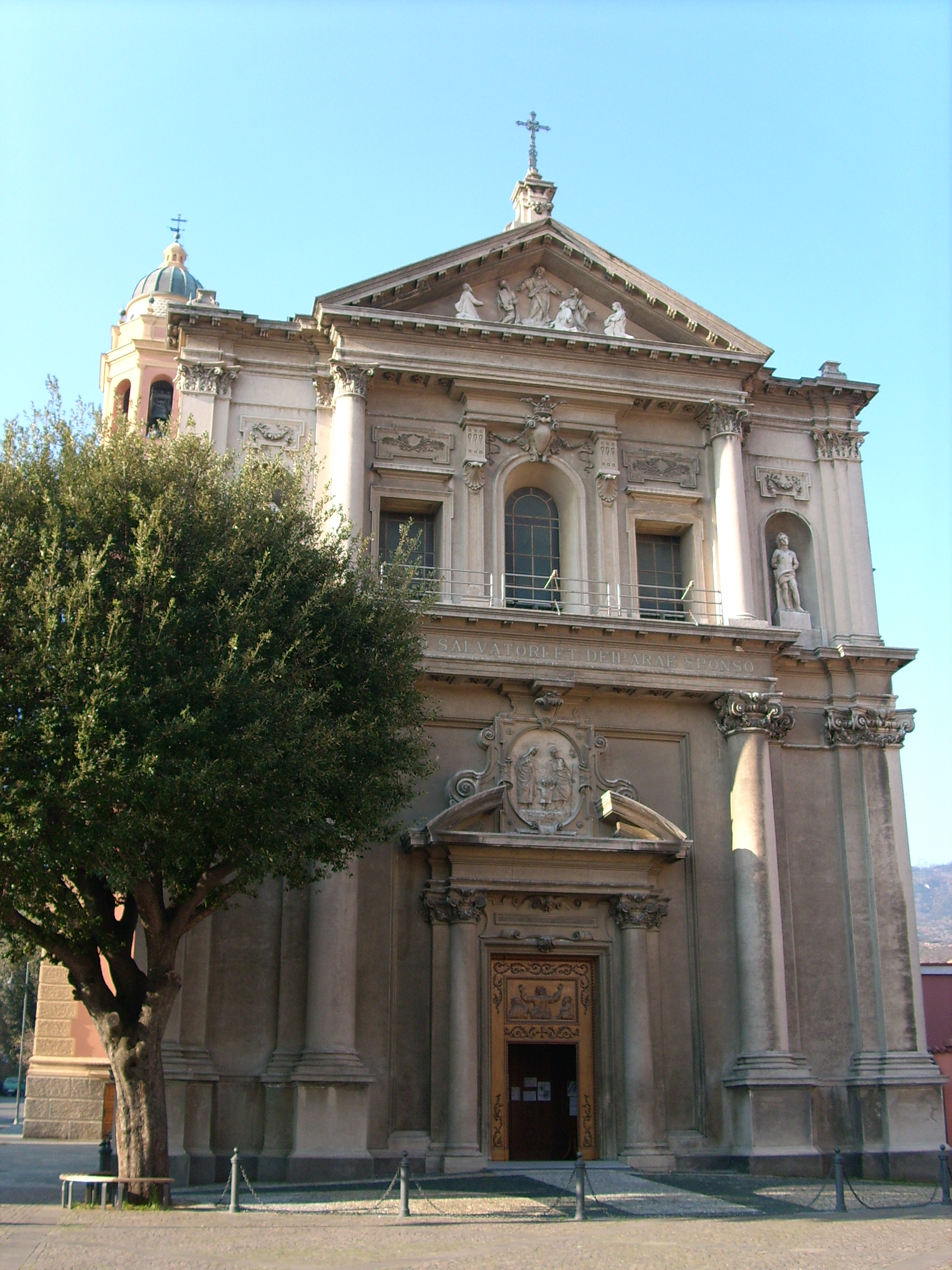
La chiesa parrocchiale del Santissimo Salvatore presso la frazione di Valleggia

### Architetture religiose
- Chiesa parrocchiale di San Lorenzo Martire nel capoluogo di Quiliano.
- Chiesa parrocchiale di Sant'Anna nella frazione di Cadibona. Citata in alcuni documenti del XVII secolo, l'attuale edificio fu edificato nel 1750. All'interno sono conservati dipinti e affreschi dello stesso secolo.
- Santuario della Madonna degli Angeli nella località di Cappuccini. Edificato nel 1575, subì nel 1877 la trasformazione a convitto e in seguito a prigione locale modificando così, in alcune parti, la struttura originaria cinquecentesca.
- Cappella di Santa Libera nella località di Faia, del XVIII secolo.
- Chiesa di San Bernardo nella località di Garzi. Secondo alcune fonti il primo impianto potrebbe essere stato in stile romanico; l'attuale edificio è risalente al XVII secolo.
- Chiesa parrocchiale di San Michele Arcangelo nella frazione di Montagna. Citata in alcuni documenti con il nome di San Michele di Veirasca, l'antico impianto fu ricostruito e rivisto nel XVII secolo e ancora nel XIX secolo. Al suo interno è conservata una statua raffigurante San Giuseppe di Antonio Brilla e una di San Michele Arcangelo di Anton Maria Maragliano.
- Oratorio di San Michele Arcangelo nella frazione di Montagna.
- Chiesa parrocchiale dei Santi Sebastiano e Rocco nella frazione di Roviasca. Costruita nel 1665 con facciata in stile barocco e attiguo campanile eretto sul finire del XVII secolo.
- Oratorio dei Disciplinanti nella frazione di Roviasca. Fu edificato nel 1761 sui resti di un precedente edificio del XIV secolo ed intitolato ai santi Sebastiano e Rocco.
- Cappelletta di Nostra Signora della Misericordia nella frazione di Roviasca, del XIX secolo.
- Chiesetta di San Carlo Borromeo nell'omonima località, edificata tra il XVII e XVIII secolo.
- Chiesetta dell'Immacolata concezione nella località di Tiassano, edificata nel XVII secolo sui resti di un preesistente edificio.
- Chiesa parrocchiale del Santissimo Salvatore nella frazione di Valleggia.
- Oratorio di San Sebastiano nella frazione di Valleggia. La struttura ingloba le fondamenta dell'antica chiesa romanica del Santissimo Salvatore, quest'ultima risalente al XIV secolo sui resti di un preesistente corpo dell'VIII e IX secolo. L'attuale edificio, sito nella piazza della parrocchiale del Santissimo Salvatore, è una rivisitazione del 1771.
- Chiesa di San Pietro in Carpignano. Chiamato localmente San Pè d'i Coi, San Pietro dei cavoli, fu edificata sui resti di una villa tardo romana, dell'originale impianto in stile romanico rimane visibile il vicino campanile, quest'ultimo costruito proprio su una colonna della medesima villa. L'attuale corpo è databile al 1710.

### Architetture civili
- Palazzo De Mari. Il complesso, costituito oltreché dal palazzo nobiliare anche dalla chiesa di Sant'Anna, fu edificato nel corso del XIX secolo, anche se il primo impianto potrebbe essere risalente al XVII secolo, su un latifondo acquistato nel 1722 da parte del marchese Lorenzo De Mari. Sito in località Parco delle Tagliate, la proprietà dell'edificio è oggi della famiglia Murialdo di Savona.
- Villa Conte Cepollina del 1850 edificata su preesistenza del 1500-1600, è un raro e bellissimo esempio in Liguria di Villa in "stile fiorito". Due logge di grande respiro incorniciano la facciata simmetrica, dipinta in modo fastoso e con toni vivaci. Ha al suo interno affreschi del Bonfiglio.
- Villa Pertusio del 1920 con annessa casa colonica, molto probabilmente il primo impianto della villa, risalente tra il XII e il XIII secolo. L'edificio conserva ancora un arco in stile romanico e una bifora originale (attualmente murata).
- Villa Maria, già villa Pertusio, edificata nella seconda metà del XIX secolo.
- Villa Garelli, già villa Brignoni, edificata in località San Carlo tra il XVII e il del XVIII secolo.
- Villa Anselmo, edificata in località Laccheri nel 1920.
- Villa Garroni. Edificata sul finire del XIX secolo nella frazione Valleggia, fu la dimora residenziale del marchese Camillo Garroni. Subì danneggiamenti durante i bombardamenti della seconda guerra mondiale alla quale seguirono successivi restauri che riportarono la villa alle origini

### Architetture militari

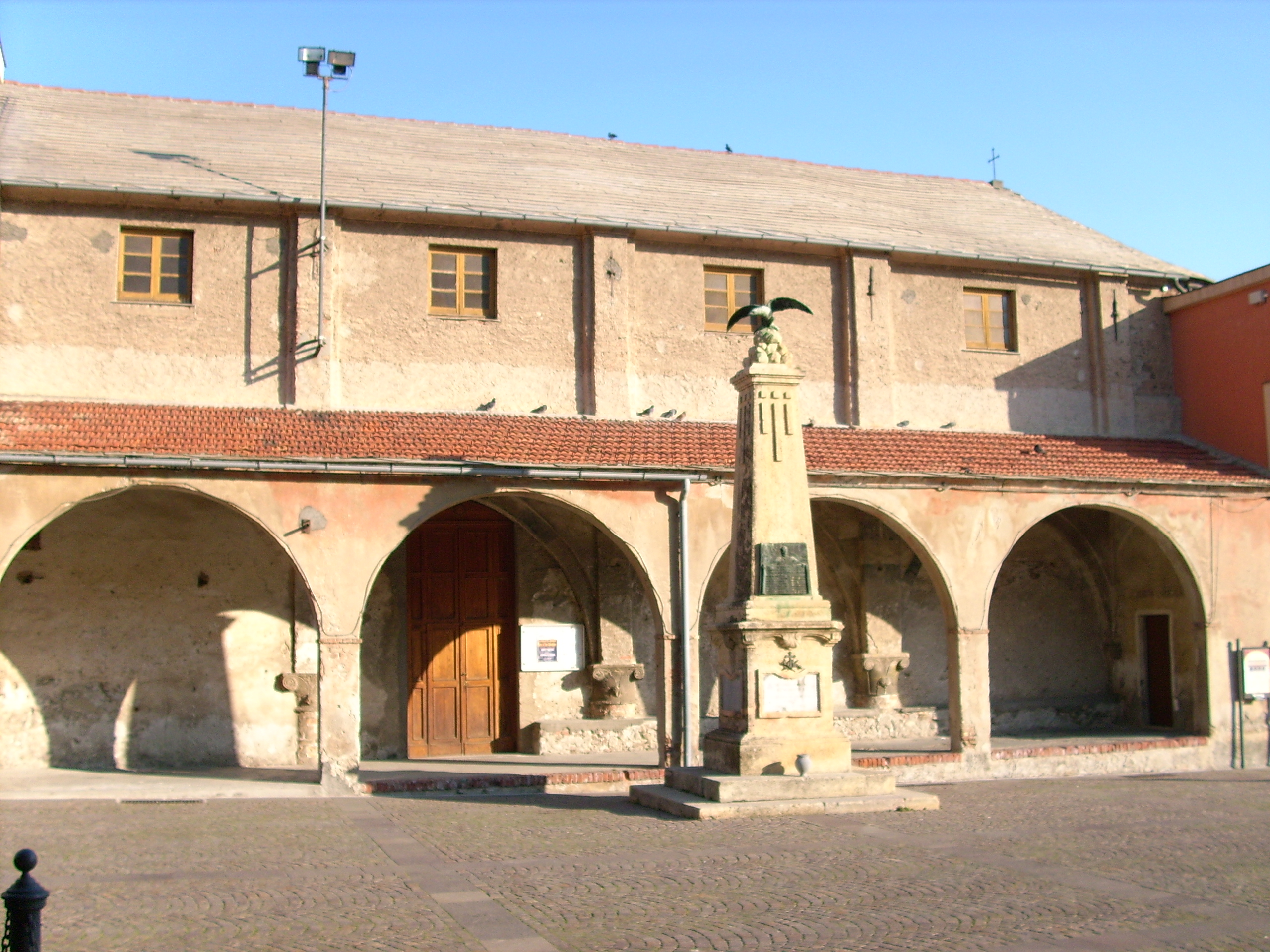
L'oratorio di San Sebastiano a Valleggia

- Castello di Pomo. Nei pressi delle alture di Pomo fu edificato nel X secolo un castello dagli Aleramici, posto a dominio e difesa della confluenza del torrente Quiliano con il rio Quazzola lungo il percorso verso il Colle di Cadibona. La prima citazione del castello è attestabile in un documento del 1014, mentre in successivi memoriali del XIII secolo viene anche descritto il borgo che sorse intorno al castello. Distrutto da una rivolta popolare nel 1339, fu successivamente ricostruito da Savona, ma altri danneggiamenti nel 1491 porteranno in seguito ad un abbandono del castello e del suo borgo. Ad oggi dell'antica costruzione rimane qualche rudere tra la folta vegetazione.
- Torre difensiva nella località di Tiassano, edificata tra il XIII e XIV secolo come avamposto di segnalazione e difesa del contado di Savona.
- Forte Ciuto, postazione difensiva dell'Ottocento, edificata lungo lo sbarramento del Colle di Cadibona e a protezione della città di Savona e della rada del porto di Savona-Vado Ligure.

### Altri monumenti
- Ponti romani della valle del Quazzola. Sono oggi visibili due ponti ed i resti di un terzo, dei forse sei originariamente presenti lungo il percorso dell'antica via consolare Derthona-Vada Sabatia, uno in località Ricchini, uno in località Volte, come attraversamento del rio "dei Tecci". Entrambi sono stati edificati nel I secolo a.C. con un loro ripristino e recupero nel II secolo. In seguito abbandonati furono recuperati e utilizzati dal medioevo, e rimangono ancora in uso.
- Il Teccio del Tersè.

### Aree naturali
Tra i territori comunali di Quiliano, Bergeggi, Noli, Spotorno, Vado Ligure e Vezzi Portio è presente e preservato un sito di interesse comunitario, proposto dalla rete Natura 2000 della Liguria, per il suo particolare interesse naturale, faunistico e geologico. Il sito è collocato nell'area boschiva tra il monte Mao, Rocca dei Corni e monte Mortou in cui insistono macchia mediterranea, aree erbose e coltivazioni agricole. Oltre ad alcune faggete, sugherete e lembi di calluneto (Calluna vulgaris), sono segnalate le presenze della campanula di Savona (Campanula sabatia), il convolvolo di Savona (Convolvulus sabatius) e il fiordaliso a pigna (Leuzea conifera), quest'ultimo a rischio di estinzione allo stato spontaneo. Tra le specie animali gli anfibi pelodite (Pelodytes punctatus) - molto raro - e il geotritone (Speleomantes strinatii).

## Società

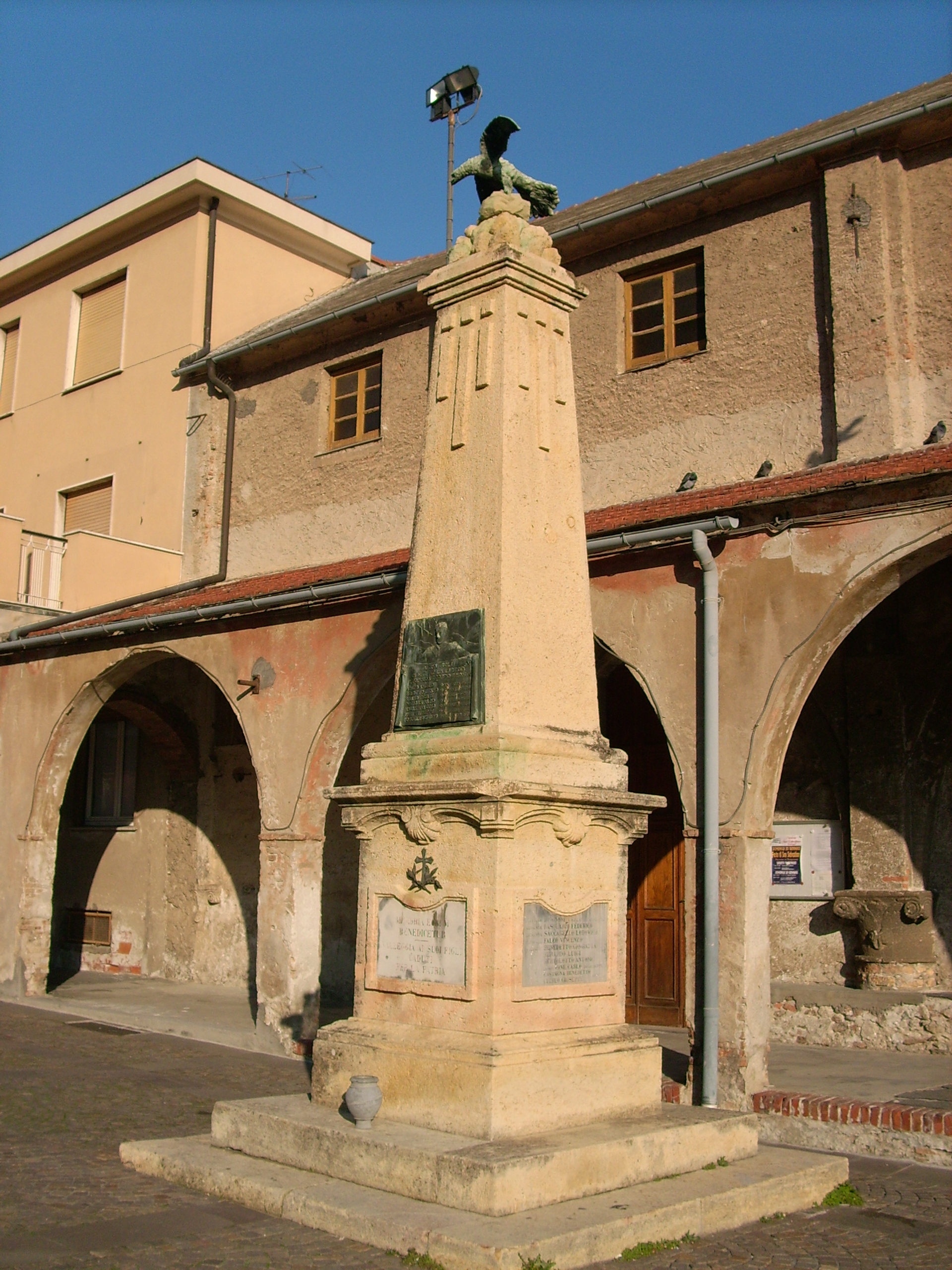
Monumento ai caduti presso la frazione di Valleggia

### Evoluzione demografica
Abitanti censiti

### Etnie e minoranze straniere
Secondo i dati Istat al 31 dicembre 2019, i cittadini stranieri residenti a Quiliano sono 303, così suddivisi per nazionalità, elencando per le presenze più significative:
1. Romania, 71
2. Albania, 59
3. Ecuador, 33

## Cultura

Villa Maria, sede del SACS (Spazio arte contemporanea sperimentale)

### Istruzione

#### Musei
- Lo Spazio Arte Contemporanea Sperimentale è un vasto spazio espositivo gestito dal comune dedicato all'arte contemporanea in cui è possibile organizzare mostre, conferenze, concerti ed altri eventi culturali. Inaugurato nell'estate del 2005, ha come sede la prestigiosa villa ottocentesca denominata "villa Maria" ubicata in piazza della Costituzione.

Murales
- Nel lungo fiume nel 2018 son stati realizzati una ventina di murales, delle più svariate tecniche e tematiche
- Alcuni di questi murales toccano tematiche sociali e di importanti fatti di cronaca contemporanea, come i due murales realizzati dagli artisti genovesi Enzo Dente e Nicola Soriani per commemorare le vittime del ponte Ponte Morandi, [13]

## Geografia antropica

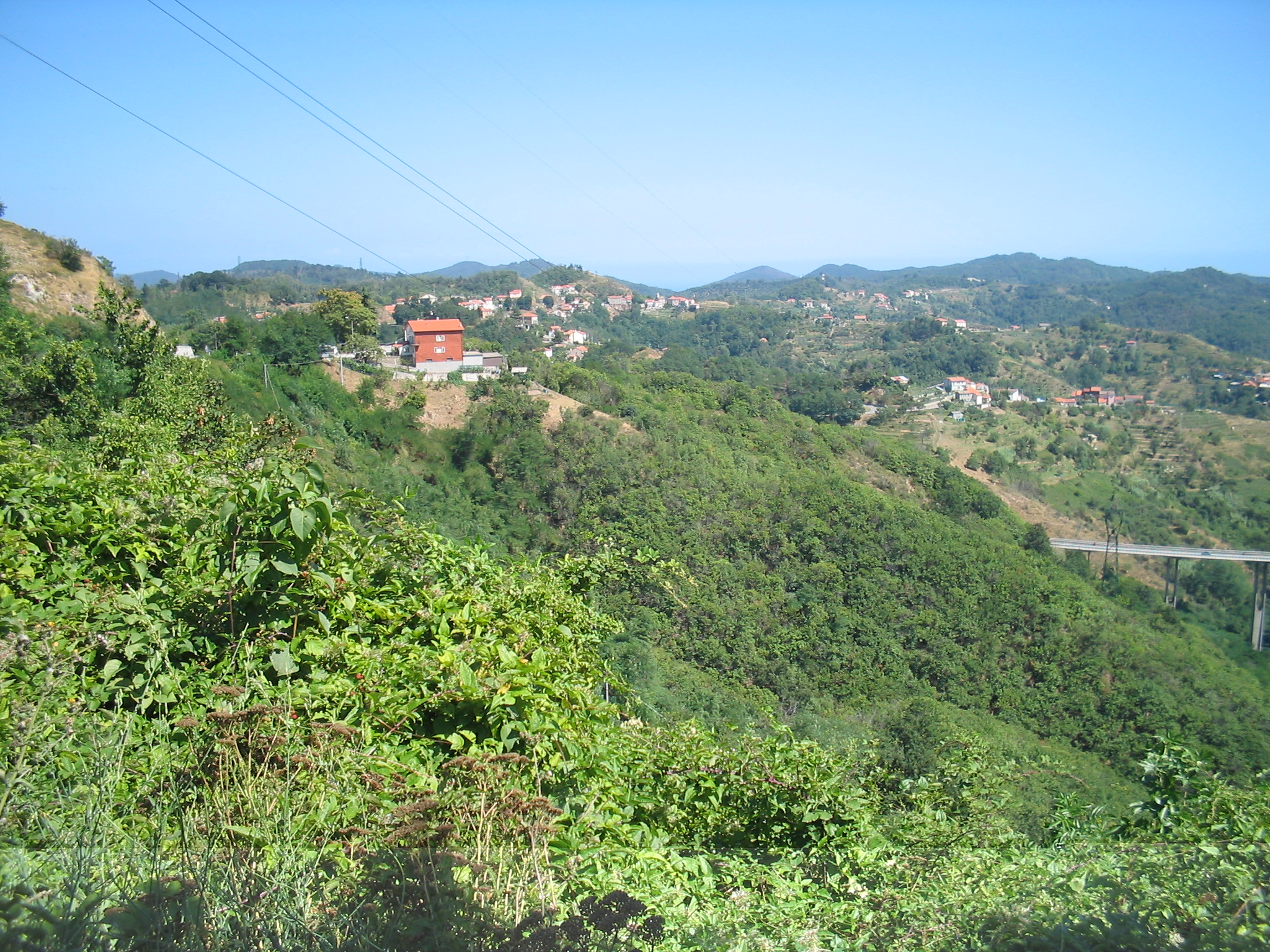
La frazione di Cadibona

Il territorio comunale comprende i due nuclei principali di fondovalle, sulle rive opposte del torrente, di Quiliano (capoluogo) e Valleggia e dalle tre frazioni collinari di Cadibona, Montagna e Roviasca per una superficie territoriale di 49,92 km2. Il territorio è altresì composto dalle caratteristiche località di Borgata Capanne, Borgata Abrani, Borgata Case Gialle (Cà gione), Garzi, Viarzo, Faia, Pomo, Gagliardi, Montagna di Quiliano, Valleggia Superiore, Passeggi, Molini, Pilalunga, Quilianetto, Tagliate, Tiassano.
Confina a nord con i comuni di Altare e Savona, a sud con Orco Feglino, Vezzi Portio e Vado Ligure, ad ovest con Altare e Mallare, ad est con Savona e Vado Ligure.

## Economia
Grazie alla vicinanza con Savona basa una delle sue principali attività economiche sull'industria. Nel comune hanno sede attività industriali, attive specie nel settore petrolifero, meccanico, alimentare e della lavorazione del legno.
Insisteva in parte sul territorio comunale una delle maggiori centrali termoelettriche a carbone d'Italia, ora definitivamente chiusa. Nel territorio viene inoltre ancora praticata l'agricoltura con produzioni e coltivazioni di frutta e ortaggi. Discreta anche la produzione di olio di oliva e vino. Nel 2006 il comune di Quiliano ha ottenuto da Legambiente la Bandiera verde.

## Infrastrutture e trasporti

### Strade
Il territorio comunale di Quiliano è attraversato principalmente dalla strada provinciale 58 che gli permette il collegamento con Savona e Vado Ligure. Il casello autostradale di Savona-Vado Ligure sull'autostrada A10 è l'uscita consigliata per raggiungere la destinazione.

### Ferrovie
La stazione di Quiliano-Vado Ligure è la fermata più vicina sulla linea ferroviaria Genova-Ventimiglia.

## Amministrazione
| Periodo           | Periodo           | Primo cittadino    | Partito                                                            | Carica  | Note |
| ----------------- | ----------------- | ------------------ | ------------------------------------------------------------------ | ------- | ---- |
| 1945              | 1946              | Andrea Aonzo       | Partito Comunista Italiano                                         | Sindaco |      |
| 1946              | 1951              | Giobatta Brandini  | Partito Comunista Italiano                                         | Sindaco |      |
| 1951              | 1953              | Giuseppe Alemanni  | Partito Comunista Italiano                                         | Sindaco |      |
| 1953              | 1962              | Giuseppe Delfino   | Partito Comunista Italiano                                         | Sindaco |      |
| 1962              | 1965              | Andrea Picasso     | Partito Comunista Italiano                                         | Sindaco |      |
| 1965              | 1967              | Pietro Beltrametti | Partito Socialista Italiano                                        | Sindaco |      |
| 1967              | 11 settembre 1985 | Andrea Picasso     | Partito Comunista Italiano                                         | Sindaco |      |
| 11 settembre 1985 | 24 luglio 1990    | Andrea Picasso     | Partito Comunista Italiano                                         | Sindaco |      |
| 24 luglio 1990    | 24 aprile 1995    | Fulvio De Lucis    | Partito Comunista Italiano                                         | Sindaco |      |
| 24 aprile 1995    | 14 giugno 1999    | Fulvio De Lucis    | lista civica di centro-sinistra                                    | Sindaco |      |
| 14 giugno 1999    | 14 giugno 2004    | Nicola Isetta      | lista civica di centro-sinistra                                    | Sindaco |      |
| 14 giugno 2004    | 8 giugno 2009     | Nicola Isetta      | lista civica di centro-sinistra                                    | Sindaco |      |
| 8 giugno 2009     | 26 maggio 2014    | Alberto Ferrando   | Impegno e progresso per Quiliano (lista civica di centro-sinistra) | Sindaco |      |
| 26 maggio 2014    | 27 maggio 2019    | Alberto Ferrando   | Impegno e progresso per Quiliano (lista civica di centro-sinistra) | Sindaco |      |
| 27 maggio 2019    | 10 giugno 2024    | Nicola Isetta      | Progetto Comune (lista civica)                                     | Sindaco |      |
| 10 giugno 2024    | in carica         | Nicola Isetta      | Progetto Comune (lista civica)                                     | Sindaco |      |

### Gemellaggi
Quiliano è gemellata con:
- Aidussina, dal 1972
- Great Wyrley, dal 2000
- Mâcon, dal 2009

## Sport
La squadra di calcio locale è l’U.S.D. Quiliano&Valleggia, militante nel campionato di Prima Categoria di Seconda Categoria (squadra B) e disputa i suoi incontri nel campo sportivo "Andrea Picasso", il cui manto è in erba sintetica e può ospitare fino a 250 spettatori. 
La città di Quiliano ha attiva sul territorio la Polisportiva Quiliano A.S.D.  che risulta essere un’associazione sportiva e culturale tra le più importanti della Regione Liguria comprendente i settori: calcio (USD Quiliano&Valleggia), ginnastica ritmica, karate, volley, mountain bike, equitazione turistica amatoriale. L’associazione ha la gestione delle strutture sportive del territorio comunale, che comprendono il Palasport Quiliano, il campo sportivo "Andrea Picasso", la palestra per il volley situata nella frazione di Valleggia.